# Alaksandr Papkou
Alaksandr Andrejewicz Papkou (biał. Аляксандр Андрэевіч Папкоў, ros. Александр Андреевич Попков, Aleksandr Andriejewicz Popkow; ur. 2 stycznia 1948 w obwodzie mohylewskim) – białoruski agronom, działacz państwowy i polityk, w latach 1998–2003 zastępca premiera ds. gospodarstwa wiejskiego, w latach 2003–2008 zastępca kierownika Administracji Prezydenta, w latach 2008–2012 deputowany do Izby Reprezentantów Zgromadzenia Narodowego Republiki Białorusi IV kadencji; kandydat nauk ekonomicznych (odpowiednik polskiego stopnia doktora).

## Życiorys
Urodził się 2 stycznia 1948 roku w obwodzie mohylewskim Białoruskiej SRR, ZSRR. Ukończył Białoruską Państwową Akademię Gospodarstwa Wiejskiego i Mińską Wyższą Szkołę Partyjną. Posiada stopień naukowy kandydata nauk ekonomicznych (odpowiednik polskiego stopnia doktora). W wieku 19 lat został głównym agronomem kołchozu „Iskra” w rejonie kruhelskim, w wieku 24 lat – przewodniczącym kołchozu im. Andriejewa w rejonie szkłowskim. Pełnił funkcje pierwszego zastępcy przewodniczącego, przewodniczącego Szkłowskiego Rejonowego Komitetu Wykonawczego i pierwszego sekretarza Komitetu Rejonowego Komunistycznej Partii Białorusi. W latach 1996–1998 był przewodniczącym Kruhelskiego Rejonowego Komitetu Wykonawczego. W 1998 roku został zastępcą premiera Republiki Białorusi ds. gospodarstwa wiejskiego. W 2003 roku mianowano go zastępcą kierownika Administracji Prezydenta Republiki Białorusi. Na tym stanowisku zajmował się sprawami polityki rolnej, rozwoju wsi, polityki kadrowej i regionalnej.
27 października 2008 roku został deputowanym do Izby Reprezentantów Zgromadzenia Narodowego Republiki Białorusi IV kadencji z Sieneńskiego Okręgu Wyborczego Nr 30. Pełnił w niej funkcję członka Stałej Komisji ds. Budownictwa Państwowego, Samorządu Lokalnego i Regulacji. Od 13 listopada 2008 roku był członkiem Narodowej Grupy Republiki Białorusi w Unii Międzyparlamentarnej.

## Prace
Alaksanr Papkou jest autorem wielu prac naukowych i publikacji.

## Odznaczenia
- Order Honoru;
- Medal „Za pracowniczą dzielność” (ZSRR)[1].

## Życie prywatne
Alaksandr Papkou jest żonaty, ma dwie córki.